# Keihard Kicken
Keihard Kicken was een radioprogramma van Radio Veronica dat gepresenteerd werd door Patrick Kicken. Keihard Kicken werd elke maandag tot en met donderdag van 19.00 tot 22.00 uur uitgezonden.

## Geschiedenis
Sinds de zomer van 2004 is Patrick Kicken dj bij Radio Veronica. Sinds augustus 2005 presenteert hij het ochtendprogramma Kicken Wordt Wakker (KWW). Keihard Kicken was toen zijn weekendprogramma dat hij op zaterdagmiddag presenteerde. Daarin herhaalde hij de leukste stukjes cabaret van de afgelopen week, de grappigste telefoongesprekken die hij die week gevoerd had en belde hij altijd even met zijn geestelijk gehandicapte vriend Ivo Spaan uit Molenhoek.
Op 26 juni 2008 was de laatste uitzending van KWW. Kicken wilde wat anders doen dan elke ochtend heel vroeg zijn bed uitkomen. Daarmee eindigde ook Keihard Kicken, omdat er niets meer te herhalen viel. Kicken was toen tijdelijk alleen invaller voor andere dj's. Maar vanaf 8 september 2008 was hij terug met een eigen programma. Bij Radio Veronica werd namelijk een nieuwe programmering ingevoerd waarbij dj's Erik de Zwart en Rick van Velthuysen een belangrijke rol kregen. Kicken kreeg zendtijd op maandag tot en met donderdag van 19.00 tot 22.00 uur. Die tijd vulde hij met een nieuwe opzet van Keihard Kicken. Per 2 februari 2009 is zijn zendtijd met de vrijdagavond uitgebreid, omdat Rick van Velthuysen in plaats van zijn vrijdagavondshow het ochtendprogramma van Radio Veronica is gaan verzorgen.

## Programmaonderdelen
Naast de vele hits uit de jaren tachtig en negentig die Kicken tijdens zijn programma draait, zijn er nog vele andere onderdelen in zijn show.
- Kickens Dubbele Dosis
- Kickens Nederpop Topper
- Kickens Vreemde Verhalen
- SnipperCabaret en CabaretClassic
- Voetbalupdate met Ivo